# Space Invaders '95
Space Invaders '95: The Attack of Lunar Loonies, in Giappone conosciuto come Akkanbe~eda~a〜 (あっかんべぇだぁ〜?), è un videogioco arcade sviluppato e pubblicato dalla Taito nel 1995. È uno sparatutto a schermata fissa corrispondente al quinto capitolo della fortunata serie di Space Invaders.
A differenza dei titoli precedenti, questo venne realizzato in stile parodistico con gag e personaggi comici, sia nemici che alleati. Ci sono anche arrangiamenti di musica classica e apparizioni di altri giochi della compagnia, che si pensa sia stato influenzato dal più noto Parodius della Konami.
Sebbene non sia stato convertito su nessuna console del tempo, la sua emulazione è inclusa all'interno della raccolta Taito Legends 2, uscita per PlayStation 2, Xbox e PC.

## Modalità di gioco
La navicella viene controllata con la leva bidirezionale e un pulsante (spara) per abbattere gli invasori che si avvicinano gradualmente alla parte inferiore dello schermo. In Space Invaders '95 vi si introduce per la prima volta nel franchise l'attacco caricato, che consente di eseguire uno sparo potente tenendo premuto il pulsante per un certo periodo di tempo. È anche possibile giocare cooperativamente tra due utenti. Il numero di aerei diminuirà se vengono toccati dai proiettili nemici o invasi da invasori che raggiungono il fondo (nell'originale, la partita terminava istantaneamente se atterravano).
Il titolo è composto da cinque livelli e trentadue stages. Si avanza allo stage successivo annientando un numero specificato di invasori o lasciandoli scappare dallo schermo in fasi impegnative. Sono presenti anche dei livelli "bonus", con invasori che volano seguendo schemi simili a quelli di Galaga. Infine, l'ultima fase di ogni livello è una battaglia contro un boss da affrontare e sconfiggere per procedere al prossimo mondo.

### Astronavi selezionabili
- Teke-Teke, pilotato da Dan & Mayumi
- Toilet, pilotato da Benben & Penpen
- Bucket, pilotato da Harry & Nancy
- Silver Hawk (dalla serie Darius), pilotato da Clyde & Bonnie
- Amulet, pilotato da Sayo-Chan & Miyo-Chan (entrambe da Kiki KaiKai)